# Jinmenken-inu

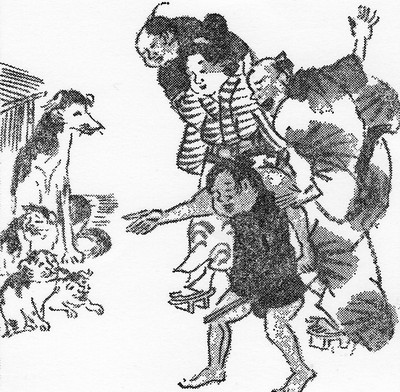
Ein Jinmenken-inu, wie er in Hōkaishis Kwaidan bunbunshū-yō erscheint: es ist der Welpe ganz unten links.

Der Jinmenken-inu (人面犬; „Hund mit menschlichem Gesicht“), auch kurz Jinmenken genannt, ist ein fiktives Wesen der modernen, japanischen Internetkultur und eine beliebte Großstadtlegende. Er wird in einschlägigen Internetforen gern als „moderner Yōkai“ bezeichnet und hat inzwischen weltweite Bekanntheit erlangt. Die Legende um Jinmenken geht auf eine selten erwähnte, historische Folklore der Edo-Zeit zurück, wo von einem Hund mit menschlichem Gesicht berichtet wird.

## Beschreibung
Der Jinmenken soll als kleiner Hund, meist der Rasse Shiba Inu oder Mops, erscheinen. Er hat vorgeblich keine übliche Hundeschnauze, sondern stattdessen das Gesicht eines älteren Mannes. Der Folklore nach kann er nicht nur außergewöhnlich schnell rennen (mehr als 100 km/h), sondern auch sprechen. Sein Charakter wird als sehr ambivalent beschrieben und er soll dem Menschen oft sogar übel gesinnt sein. Generell werden zwei Arten der Begegnung überliefert:
Die erste Art, dem Jinmenken zu begegnen, sei, ihn in dunklen, ruhigen Vororten oder Ghettos zu überraschen. Dort durchwühle er Mülltonnen und umgestürzte Müllcontainer nach Essensresten. Er falle sofort schon dadurch auf, dass er unentwegt menschliches Gemurmel und Genuschel von sich gebe. Würde man ihn ansprechen oder aufscheuchen, gebe er ein ruppiges: „Lass’ mich in Ruhe.“ (ほっといてくれ; Hottoite kure.) oder „Was willst Du, Mensch?“ (なんだ人間か; Nanda ningen-ka?) von sich. Dann laufe er davon. Das Opfer sei oft so überrascht, dass es die Begegnung als Halluzination oder optische Täuschung abtue.
Die zweite Art, dem Jinmenken zu begegnen, sei auf offener Straße. Der Yōkai laufe gemäßigt fahrenden Autos hinterher, überhole sie und bleibe dann abrupt vor dem Fahrer stehen und wende ihm demonstrativ sein menschliches Gesicht zu. Der Autofahrer erschrecke so sehr, dass er von der Straße abkomme oder mit anderen Autofahrern zusammenstoße.

## Hintergrund
Die moderne Figur des Jinmenken geht vermutlich auf eine Freakshow namens Misemono zurück, die sich in den 1760er-Jahren der Edo-Zeit in der Gegend um Asakusa großer Beliebtheit erfreute. Gemäß dem Sammelband Kwaidan bunbunshū-yō (街談文々集要; Merkwürdige Geschichten aus der Großstadt) von Hōkaishi Ishizuka aus dem Jahr 1810 wurde in Asakusa ein kleiner Hund mit menschlichem Gesicht ausgestellt. Er sei ein Publikumsmagnet gewesen, soll aber nicht lange gelebt haben und seine Rasse wurde nicht überliefert. Damals gab es einen Aberglauben, dass „Syphilis-Patienten durch Geschlechtsverkehr mit einer Hündin geheilt werden könnten“, und so wurde vorgeblich gemunkelt, dass dieser Hund mit menschlichem Gesicht das Ergebnis von Sodomie gewesen sei. Die Misemono-Shows endeten in den 1780er-Jahren und der Jinmenken geriet eine Weile in Vergessenheit.
Um das Jahr 1989 herum kamen Anekdoten über den Jinmenken an Schulen und Universitäten wieder auf. Sie erfreuten sich umgehend großer Beliebtheit und fanden rasch Eingang in die Massenmedien. Schon bald verbreiteten sich angebliche Augenzeugenberichte, die Begegnungen mit Jinmenken zum Inhalt hatten. Vor allem kursierten schon bald zahlreiche Legenden und Anekdoten über den Ursprung des Jinmenken. Besonders populär ist die Theorie, das Wesen könnte das Ergebnis eines geheimen Regierungsexperiments sein. Dem widerspricht jedoch die hohe Anzahl angeblich gesichteter Individuen, sowie der Umstand, dass immer wieder abweichende Hunderassen genannt werden. Eine weitere Theorie hat zum Inhalt, dass der Jinmenken eine Mutation sein könnte, die durch Umweltverschmutzungen und/oder radioaktive Strahlungen zustande kam. Dem widerspricht jedoch der Umstand, dass die meisten der Jinmenken-Begegnungen entweder auf abgelegenen Landstraßen oder in bewohnten Stadtgebieten stattfinden sollen, wo solche schwerwiegenden Chemie- und Strahlungseinflüsse sicherlich schon längst entdeckt worden wären. Als dritter Erklärungsversuch wurde die Möglichkeit eines Fluchs angeboten: ein Hund und dessen Besitzer seien von einem Autofahrer überfahren und achtlos liegengelassen worden. Dies würde die Eigenart erklären, dass Jinmenken fahrenden Autos nachstellen, der Jinmenken sei demnach ein rachsüchtiger Geist (Bōrei).
Der Dämonologe und Historiker Yamaguchi Bintarō vermutet, dass der Jinmenken, neben der historischen Freakshow, zusätzlich durch eine seltene und teure Koi-Karpfenzüchtung namens Matsuba (松葉) inspiriert wurde, die als Jinmenken-sakana (人面魚; „Fisch mit menschlichem Gesicht“) schon länger berühmt ist. Die Gesichter dieser Koi-Karpfen sehen tatsächlich verblüffend menschlich aus und es gibt in Japan wohl Menschen, die diesen Fisch gruselig finden. Traditionelle Yōkai, die mit zoomorphen Körpern und menschlichen Gesichtern oder Köpfen erscheinen sollen, werden in Japan seit der Nara-Zeit überliefert. Der Glaube an menschenköpfige Fabelwesen sei also nicht neu und daher wenig überraschend. Die Beliebtheit und Bekanntheit „moderner Yōkai“ werde durch die Massenmedien und nunmehr durch das Internet gefördert und aufrechterhalten.